# Porcupine
Porcupine je rijeka koja teče kroz kanadski Yukon i američku Aljasku, velika pritoka Yukona duga 721 km.

## Zemljopisne karakteristike
Porcupine izvire na obroncima Masiva Ogilvie sjeverno od grada Dawson u kanadskom Yukonu. Od izvora teče prema sjeveru, zatim skreće prema jugozapadu i ulazi u Aljasku da se kod naselja Fort Yukon ulije u rijeku Rijeku Yukon.
Porcupine sa svojim pritocima ima porječje od oko 117 900 km², od toga 61 400 km² pripada Kanadi a 56 500 km² Sjedinjenim Američkim Državama.